# ウラジーミル・デジュロフ

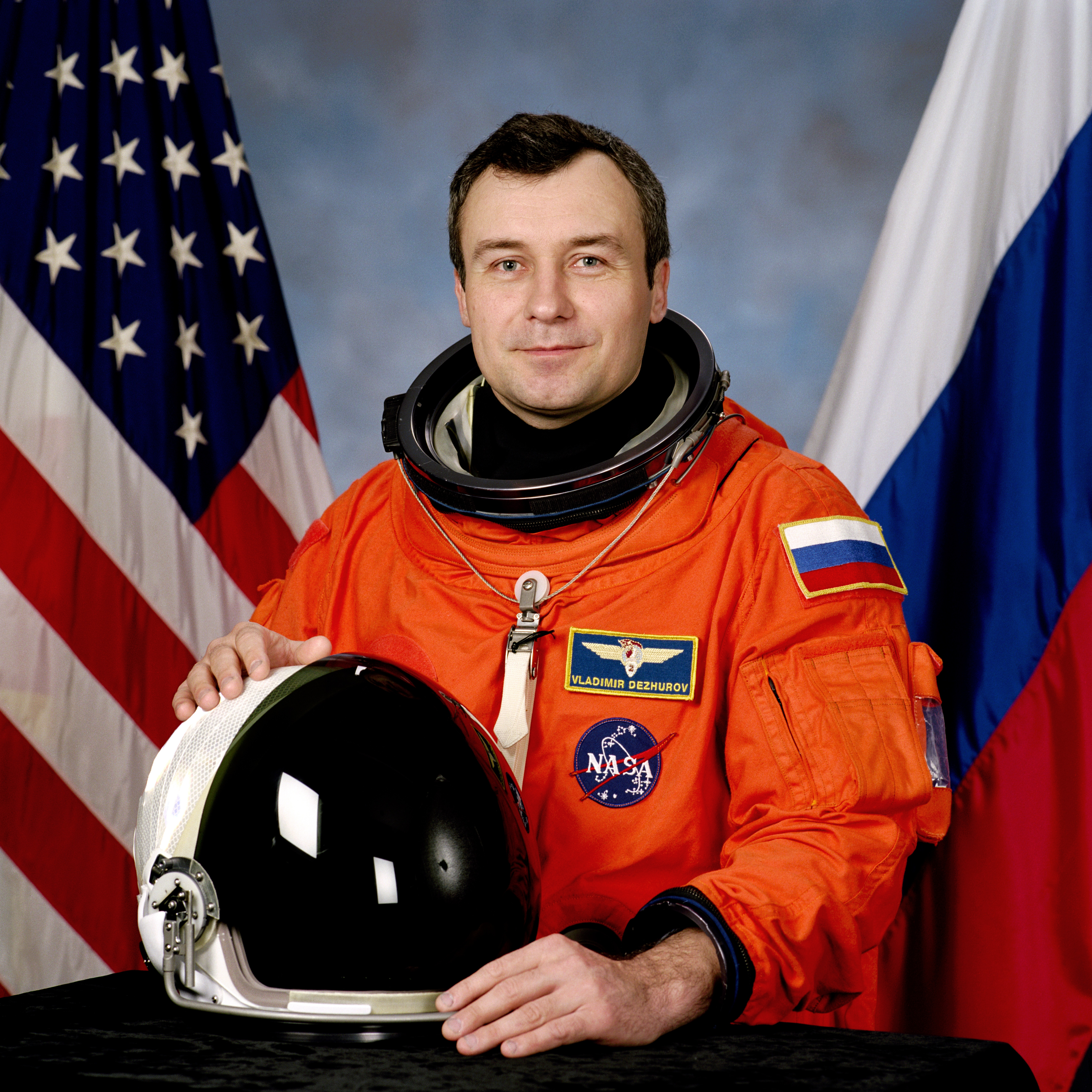
ウラジーミル・デジュロフ

ウラジーミル・デジュロフ（Vladimir Nikolayevich Dezhurov、ロシア語:、1962年7月30日-）は、モルドビア共和国Yavas出身の宇宙飛行士である。1983年にS.I. Gritsevits Kharkov Higher Military Aviation Schoolを卒業し、パイロット工学の学位を取った。卒業後はロシア空軍でパイロットとして働いた。ロシア連邦英雄受章者。
1987年に宇宙飛行士訓練センターに配属され、1987年12月から1989年6月まで基礎的な訓練を受けた。1989年9月からはテスト宇宙飛行士としての訓練を受けた。1991年からはYuri A. Gagarin Air Force Academyで通信教育を受けている。
1994年3月からはミールの機長としての訓練を始め、1995年3月14日にカザフスタンのバイコヌール宇宙基地からソユーズで打ち上げられた。115日間の滞在を終え、1995年7月7日にスペースシャトル・アトランティスでケネディ宇宙センターに帰還した。またデジュロフは国際宇宙ステーションにも第3次長期滞在の一員として参加し、4ヶ月滞在した。

## 参加ミッション
- ソユーズTM-21
- STS-71
- STS-105
- STS-108